# Castillon-en-Couserans
Castillon-en-Couserans is een gemeente in het Franse departement Ariège (regio Occitanie) en telt 424 inwoners (1999). De plaats maakt deel uit van het arrondissement Saint-Girons.

## Geschiedenis
Castillon-en-Couserans was de hoofdplaats van het gelijknamige kanton tot dit op 22 maart 2015 werd opgeheven en de gemeente werd opgenomen in het op diezelfde dag gevormde kanton Couserans Ouest.

## Geografie
De oppervlakte van Castillon-en-Couserans bedraagt 4,9 km², de bevolkingsdichtheid is 86,5 inwoners per km².
De onderstaande kaart toont de ligging van Castillon-en-Couserans met de belangrijkste infrastructuur en aangrenzende gemeenten.

## Demografie
Onderstaande figuur toont het verloop van het inwonertal (bron: INSEE-tellingen).

Vanwege een beveiligingsprobleem met de MediaWiki Graph-software is het momenteel niet mogelijk deze grafiek weer te geven. Zodra de software is bijgewerkt zal de grafiek vanzelf weer zichtbaar worden.